# Ændringer og lemlæstelser af kønsorganer
| Omskærelse af penis på 12-årig dreng |  | Omskærelse af penis på 12-årig dreng                                    |
| Omskærelse af penis på 12-årig dreng |  | Kvinde med fjernede ydre kønsorganer og klitoris og herefter sammensyet |

Ændringer og lemlæstelser af kønsorganer kan være permanente eller midlertidige. Nogle former for ændringer af menneskers kønsorganer udføres på voksne mennesker efter egen beslutning. Andre former for ændringer af kønsorganer udføres på personer, som ikke har givet samtykke til det, herunder på spædbørn og børn. Disse indgreb kan opfattes som lemlæstelse afhængig af de givne folks kultur.

## Kvindelige kønsorganer

### Kvindelig omskæring
Kvindelig omskæring er en delvis eller fuldstændig fjernelse af de primære kvindelige kønsorganer omkring skeden og evt. sammensyning af de ydre skamlæber. Praksissen er udbredt i flere lande, primært nordafrikanske lande. Kvindelig omskæring, også kaldet kønslemlæstelse er strafbart i Danmark.

## Mandlige kønsorganer
Lemlæstelsen antager forskellige indgreb; fx todeling af forhuden[kilde mangler], omskæring og testikelfjernelse (se kastration og eunuk). 
En hypotese er at formålet med lemlæstelsen er at nedsætte de unge mænds sexformåen, så ældre mænd forbliver konkurrencedygtige.[kilde mangler]
Nogle mænd beskadiger selv deres egne kønsorganer.